# 雪線

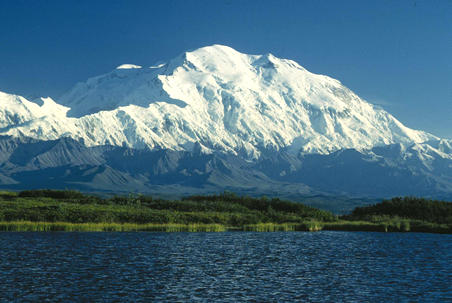
マッキンリーの雪線

雪線（せっせん、英語: snow line）とは、自然地理学において、氷河の形成を促進する気候条件を満たす範囲の地域（有効氷河形成範囲）の下限を結んだ線のことをさす。年ごとの氷河平衡線の長期間での平均高度にあたり、自然地理学において重要な境界線の1つである。

## 有効氷河形成範囲
有効氷河形成範囲（zone of glacier formation）は気候条件（気温、降水量）と地形条件によって決定される。有効氷河形成範囲の上限は大気中の水蒸気量により（高度上昇に伴い大気中の水蒸気量は減少する）、下限は乾燥地域においては降水量、それ以外の地域では気温により決定される。また、氷河の形成のためには、雪氷が堆積可能な平坦な地形が存在することが求められる。

## 雪線高度

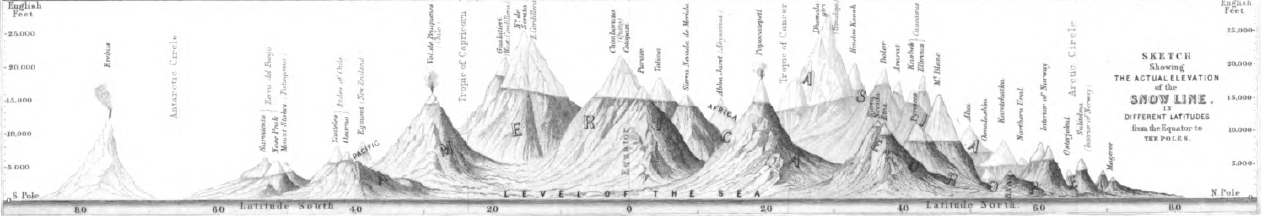
異なる緯度における雪線高度を示したスケッチ。左が南極、中央が赤道、右が北極である。この図はアレクサンダー・キース・ジョンストンにより1848年に描かれた。

雪線高度は概して赤道付近では高く、極地にむけて低くなっていく。ただし、中緯度地域では乾燥帯であるため赤道付近よりも雪線高度が高いなどの例外もある。
世界各地の雪線のおおよその標高は以下のとおりである。
| スヴァールバル諸島           | 78°N | 0300–0600 m |
| スカンディナヴィア（北極圏） | 67°N | 1000–1500 m |
| アイスランド                 | 65°N | 0700–1100 m |
| シベリア東部                 | 63°N | 2300–2800 m |
| スカンディナヴィア南部       | 62°N | 1200–2200 m |
| アラスカ南東部               | 58°N | 1000–1500 m |
| カムチャツカ半島 (沿岸部)    | 55°N | 700–1500 m  |
| カムチャツカ半島 (内陸)      | 55°N | 2000–2800 m |
| アルプス山脈 (北側斜面)      | 48°N | 2500–2800 m |
| アルプス山脈中央部           | 47°N | 2900–3200 m |
| アルプス山脈(南側斜面)       | 46°N | 2700–2800 m |
| ピレネー山脈                 | 43°N | 2600–2900 m |
| コルシカ島                   | 43°N | 2600–2700 m |
| カフカス山脈                 | 43°N | 2700–3800 m |
| ポントス山脈                 | 42°N | 3800–4300 m |
| ロッキー山脈                 | 40°N | 3700–4000 m |
| カラコルム山脈               | 36°N | 5400–5800 m |
| トランスヒマラヤ山脈         | 32°N | 6300–6500 m |
| ヒマラヤ山脈                 | 28°N | 6000 m      |
| オリサバ山                   | 19°N | 5000–5100 m |
| ルウェンゾリ山地             | 1°N  | 4700–4800 m |
| ケニア山                     | 0°   | 4600–4700 m |
| ニューギニア島               | 2°S  | 4600–4700 m |
| アンデス山脈（エクアドル）   | 2°S  | 4800–5000 m |
| キリマンジャロ               | 3°S  | 5500–5600 m |
| アンデス山脈（ボリビア）     | 18°S | 6000–6500 m |
| アンデス山脈（チリ）         | 30°S | 5800–6500 m |
| ニュージーランド北島         | 37°S | 2500–2700 m |
| ニュージーランド南島         | 43°S | 1600–2700 m |
| フエゴ島                     | 54°S | 0800–1300 m |
| 南極                         | 70°S | 00–0400 m   |

なお、雪線より下にある世界で最も標高の高い山はオホス・デル・サラード（標高6,893m）である。